# Polygonatum nodosum
Polygonatum nodosum là một loài thực vật có hoa trong họ Măng tây. Loài này được Hua miêu tả khoa học đầu tiên năm 1892.